# Chopior
Chopior (ros. Хопёр) – rzeka w Rosji. Lewy dopływ Donu.
- Długość: 979 km
- Powierzchnia dorzecza: 61,1 tys. km²

Większe miasta położone nad rzeką: Bałaszow, Nowochopiorsk, Uriupinsk.